# غروتون (نيوهامشير)
غروتون (بالإنجليزية: Groton, New Hampshire)‏ هي بلدة أمريكية تقع في الولايات المتحدة في مقاطعة غرافتون (نيوهامشير). يقدر عدد سكانها بـ 593 نسمة ومساحتها 105.7 كم2 وترتفع عن سطح البحر 194 متر.

## معرض صور

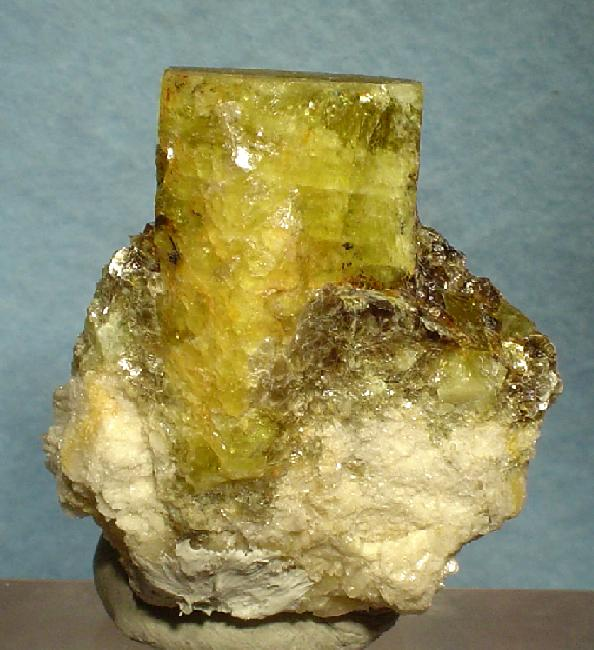
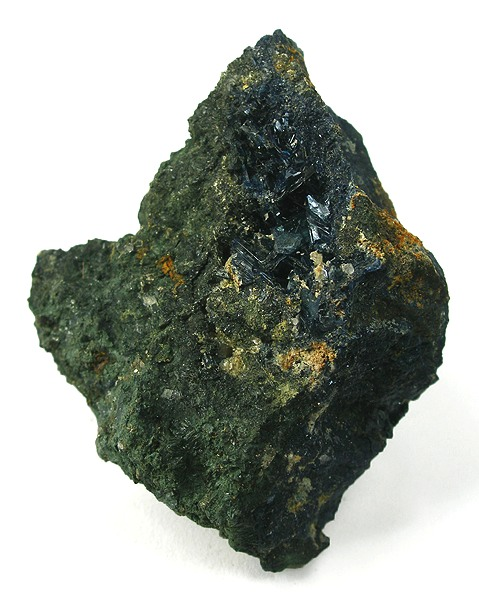
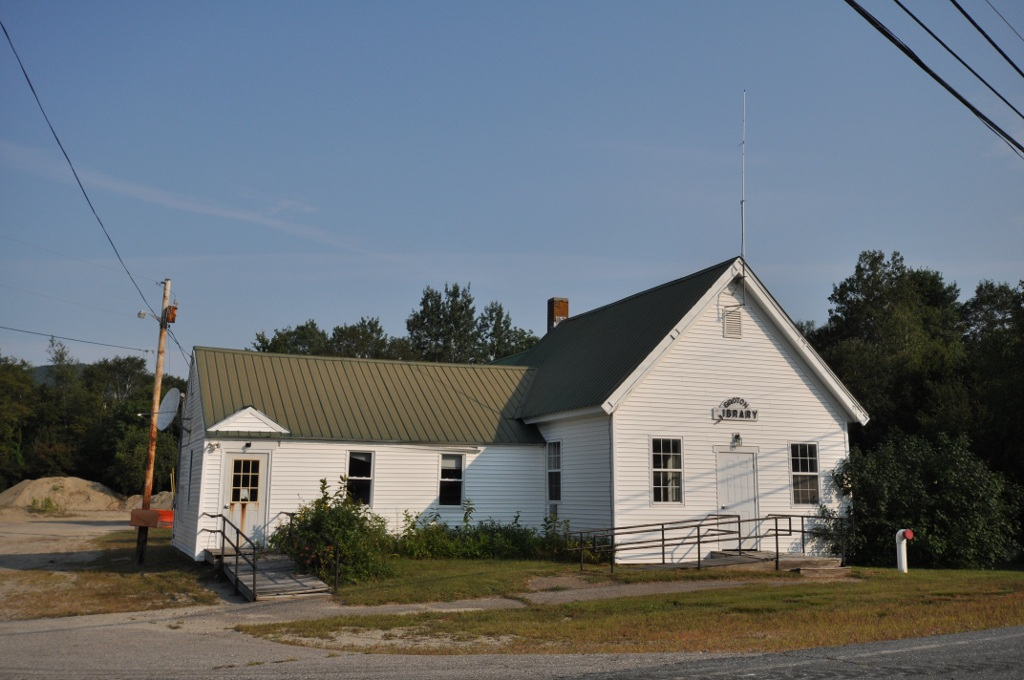
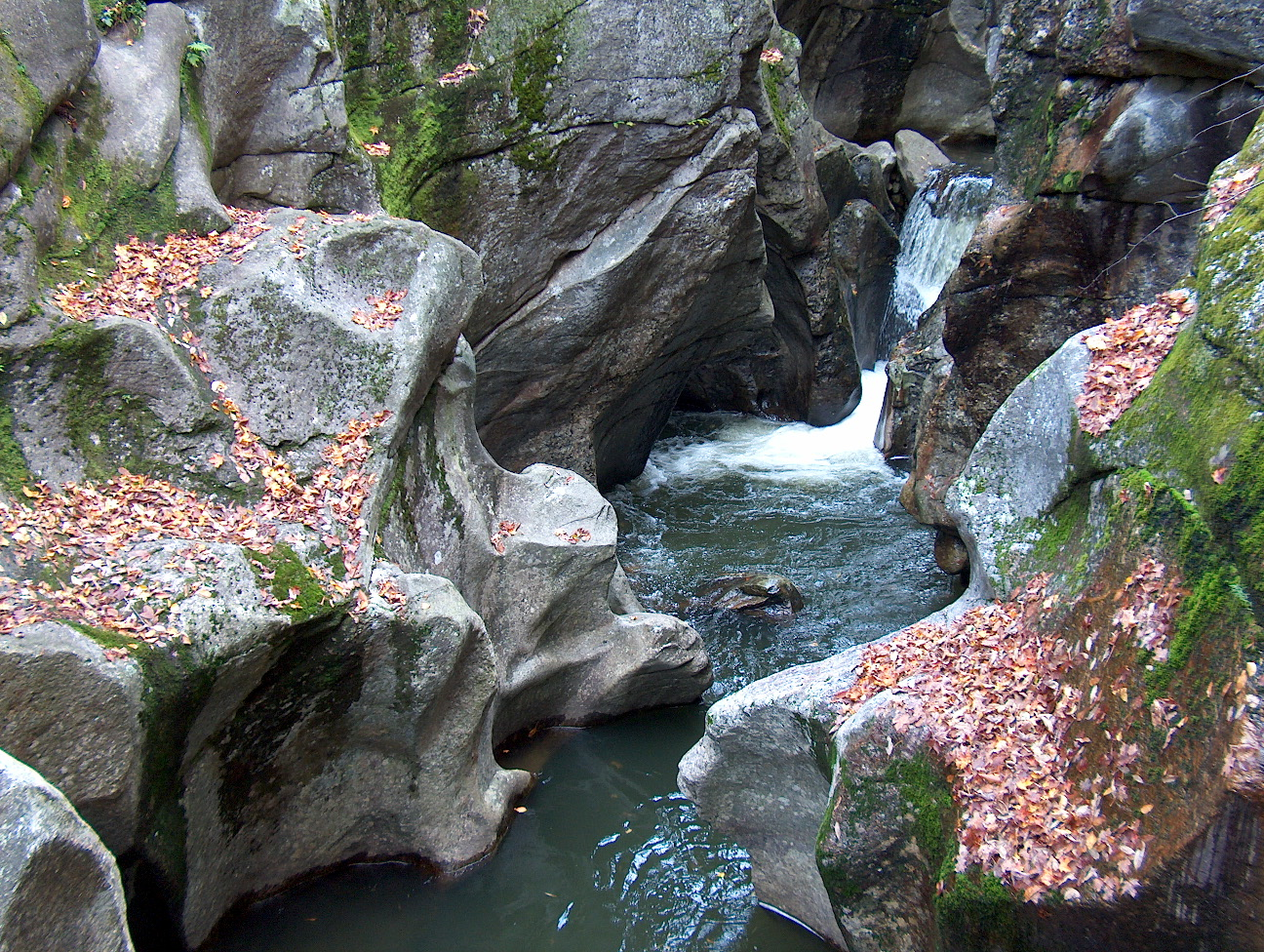